# LPGA Tour 1984
Navigation
Édition précédente Édition suivante
Le LPGA Tour 1984 est la trentième-cinquième édition du Ladies Professional Golf Association Tour (LPGA), circuit professionnel féminin de golf, qui se déroule du 26 janvier 1984 au 4 novembre 1984. Axé sur les États-Unis, le LPGA a entrepris la tenue de tournois hors du continent américain ces dernières saisons, ainsi cette saison voit des tournois programmés au Canada, en Angleterre, en Irlande du Nord et au Japon. Cette trentième-cinquième édition de ce circuit permet de proposer un certain nombre de tournois professionnels destinés aux femmes en dehors des compétitions amateurs. La volonté de la professionnalisation des golfeuses leur permet désormais de gagner de l'argent en jouant au golf.
Cette saison comporte trente-six tournois, soit trois de plus qu'en 1983, auxquels sont insérées des dotations financières en fonction du résultat de la golfeuse. Quatre de ces tournois sont considérés comme « tournoi majeur » - le Nabisco Dinah Shore, le Championnat de la LPGA, l'Open américain et le Classic du Maurier - et sont considérés comme les plus prestigieux et difficiles à remporter.
L'Américaine Betsy King est désignée « Joueuse de l'année de la LPGA » (« Player of the Year ») pour la première fois de sa carrière et gagne le classement des gains remporté avec des gains de 266 771 $ en remportant trois victoires mais aucun tournoi majeur. Les quatre tournois majeurs sont remportés par Juli Inkster (Nabisco Dinah Shore et Classic du Maurier), Patty Sheehan (Championnat de la LPGA) et Hollis Stacy (Open américain). Enfin, le « Trophée Vare » récompensant la golfeuse ayant la moyenne de score la plus basse de la saison est remporté par Patty Sheehan pour la première fois de sa carrière.

## Histoire
Pour l'organisation de cette trentième-cinquième édition, la majorité des tournois se disputent aux États-Unis mais quatre tournois sont programmés hors des États-Unis. Comme la saison précédente, la LPGA décide d'organiser des tournois hors des frontières des États-Unis avec la tenue de tournois programmés au Canada, en Angleterre, en Irlande du Nord et au Japon. La majorité des joueuses sont des golfeuses principalement américaines professionnelles et amateures mais la LPGA intègre quelques années des golfeuses étrangères. Le calendrier fait débuter la saison par le Championnat Mazda de Deer Creek en Floride remporté par l'Argentine Silvia Bertolaccini. Au cours de cette saison, bien que la majorité des tournois ont été remportés par des golfeuses américaines professionnelles, de nombreuses golfeuses non-américaines remportent des tournois : Silvia Bertolaccini, les Japonaises Ayako Okamoto et Nayoko Yoshikawa, et la Canadienne Barb Bunkowsky.
L'Américaine Betsy King est désignée « Joueuse de l'année de la LPGA » (« Player of the Year ») pour la première fois de sa carrière et gagne le classement des gains remporté avec des gains de 266 771 $ en remportant trois victoires mais aucun tournoi majeur. Les quatre tournois majeurs sont remportés par Juli Inkster (Nabisco Dinah Shore et Classic du Maurier), Patty Sheehan (Championnat de la LPGA) et Hollis Stacy (Open américain).

## Participantes à la saison LPGA 1984
Les participantes ont deux statuts. Certaines sont devenues professionnelles, et pour certaines avant la création de ce circuit, mais de nombreuses amateures prennent également part aux tournois sans toutefois pouvoir recevoir le montant des gains en raison de leur statut.
| Participantes    | Participantes        | Participantes    | Participantes         | Participantes    |
| Professionnelles | Professionnelles     | Professionnelles | Professionnelles      | Professionnelles |
| ---------------- | -------------------- | ---------------- | --------------------- | ---------------- |
| Amy Alcott       | Sharon Barrett       | Laura Baugh      | Silvia Bertolaccini   | Jackie Bertsch   |
| Pat Bradley      | Barb Bunkowsky       | Donna Caponi     | JoAnne Carner         | Judy Clark       |
| Jane Crafter     | Dianne Dailey        | Beth Daniel      | Judy Dickinson        | Dale Eggeling    |
| Vicki Fergon     | Marta Figueras-Dotti | Lori Garbacz     | Jane Geddes           | Dot Germain      |
| Patty Hayes      | Cindy Hill           | Juli Inkster     | Christa Johnson       | Rosie Jones      |
| Betsy King       | Beverly Klass        | Sally Little     | Nancy Lopez           | Cathy Marino     |
| Pat Meyers       | Alice Miller         | Martha Nause     | Ayako Okamoto         | Becky Pearson    |
| Lauri Peterson   | Penny Pulz           | Sally Quinlan    | Laurie Rinker         | Alice Ritzman    |
| Patti Rizzo      | Patty Sheehan        | Vicki Singleton  | Muffin Spencer-Devlin | Hollis Stacy     |
| Sherri Turner    | Lisa Walters         | Robin Walton     | Jo Ann Washam         | Donna White      |
| Kathy Whitworth  | Nayoko Yoshikawa     |                  |                       |                  |

## Classements saison 1984

### Tableau des gains («Money list»)
Le tableau ci-dessous est le classement des golfeuses par gains obtenus sur cette saison 1984. Le classement par gains est remporté par Betsy King avec 266 771 $ remportés.
| Cla. | Golfeuses            | Gains     | Victoires |
| ---- | -------------------- | --------- | --------- |
| 1    | Betsy King           | 266 771 $ |           |
| 2    | Patty Sheehan        | 255 185 $ |           |
| 3    | Ayako Okamoto        | 251 108 $ |           |
| 4    | Pat Bradley          | 220 478 $ |           |
| 5    | Amy Alcott           | 220 412 $ |           |
| 6    | Juli Inkster         | 186 501 $ |           |
| 7    | Nancy Lopez          | 183 756 $ |           |
| 8    | Kathy Whitworth      | 146 401 $ |           |
| 9    | JoAnne Carner        | 144 900 $ |           |
| 10   | Donna White          | 129 971 $ |           |
| 11   | Alice Miller         | 112 767 $ |           |
| 12   | Laurie Rinker        | 111 057 $ |           |
| 13   | Lauri Merten         | 108 920 $ |           |
| 14   | Jan Stephenson       | 101 215 $ |           |
| 15   | Marta Figueras-Dotti | 108 134 $ |           |

### Trophée Vare («Vare Trophy»)
Le tableau ci-dessous est le classement des golfeuses par scores les plus bas sur cette saison 1984.
| Cla. | Golfeuses     | Moyenne |
| ---- | ------------- | ------- |
| 1    | Patty Sheehan |         |